# Фрутвілл (Флорида)
Фрутвілл (англ. Fruitville) — переписна місцевість (CDP) в США, в окрузі Сарасота штату Флорида. Населення — 15 484 особи (2020).

## Географія
Фрутвілл розташований за координатами 27°19′58″ пн. ш. 82°27′34″ зх. д. / 27.33278° пн. ш. 82.45944° зх. д. (27.332867, -82.459479).  За даними Бюро перепису населення США в 2010 році переписна місцевість мала площу 18,42 км², з яких 17,60 км² — суходіл та 0,82 км² — водойми.

## Демографія
Згідно з переписом 2010 року, у переписній місцевості мешкали 13 224 особи в 5626 домогосподарствах у складі 3502 родин. Густота населення становила 718 осіб/км².  Було 6076 помешкань (330/км²).
Расовий склад населення:
| - 91,8 % — білих - 2,5 % — чорних або афроамериканців - 1,9 % — азіатів - 0,2 % — корінних американців - 2,0 % — осіб інших рас |

До двох чи більше рас належало 1,6 %. Частка іспаномовних становила 8,7 % від усіх жителів.
За віковим діапазоном населення розподілялося таким чином: 19,4 % — особи молодші 18 років, 63,2 % — особи у віці 18—64 років, 17,4 % — особи у віці 65 років та старші. Медіана віку мешканця становила 43,6 року. На 100 осіб жіночої статі у переписній місцевості припадало 94,7 чоловіків;  на 100 жінок у віці від 18 років та старших — 90,4 чоловіків також старших 18 років.
Середній дохід на одне домашнє господарство  становив 68 839 доларів США (медіана — 59 133), а середній дохід на одну сім'ю — 78 568 доларів (медіана — 66 863). Медіана доходів становила 45 860 доларів для чоловіків та 37 037 доларів для жінок. За межею бідності перебувало 6,0 % осіб, у тому числі 9,7 % дітей у віці до 18 років та 5,6 % осіб у віці 65 років та старших.
Цивільне працевлаштоване населення становило 6689 осіб. Основні галузі зайнятості: освіта, охорона здоров'я та соціальна допомога — 26,0 %, науковці, спеціалісти, менеджери — 16,0 %, роздрібна торгівля — 15,7 %.